# Lista odcinków serialu Hemlock Grove
Poniżej znajduje się lista odcinków serialu telewizyjnego Hemlock Grove – dostępny od 19 kwietnia 2013 roku na platformie Netflix. W Polsce serial nie był jeszcze emitowany.
| Sezon | Sezon | Odcinki | Oryginalna emisja Netflix | Oryginalna emisja Netflix | Oryginalna emisja | Oryginalna emisja | Oryginalna emisja |
| Sezon | Sezon | Odcinki | Premiera sezonu           | Finał sezonu              | Premiera sezonu   | Finał sezonu      |                   |
| ----- | ----- | ------- | ------------------------- | ------------------------- | ----------------- | ----------------- | ----------------- |
|       | 1     | 10      | 19 kwietnia 2013          | 19 kwietnia 2013          | nieemitowany      | nieemitowany      |                   |
|       | 2     | 10      | 11 lipca 2014             | 11 lipca 2014             | nieemitowany      | nieemitowany      |                   |
|       | 3     | 10      | 2015                      | 2015                      | nieemitowany      | nieemitowany      |                   |

## Sezon 1 (2013)
| Nr | #  | Tytuł                       | Reżyseria      | Scenariusz                   | Premiera Netflix | Premiera |
| -- | -- | --------------------------- | -------------- | ---------------------------- | ---------------- | -------- |
| 1  | 1  | Jellyfish in the Sky        | Eli Roth       | Brian McGreevy, Lee Shipman  | 19 kwietnia 2013 |          |
| 2  | 2  | The Angel                   | Deran Sarafian | Brian McGreevy, Lee Shipman  | 19 kwietnia 2013 |          |
| 3  | 3  | The Order of the Dragon     | Deran Sarafian | Brian McGreevy, Lee Shipman  | 19 kwietnia 2013 |          |
| 4  | 4  | In Poor Taste               | David Semel    | Sheila Callaghan             | 19 kwietnia 2013 |          |
| 5  | 5  | Hello, Handsome             | David Semel    | Mark Verheiden               | 19 kwietnia 2013 |          |
| 6  | 6  | The Crucible                | Deran Sarafian | Daniel Paige                 | 19 kwietnia 2013 |          |
| 7  | 7  | Measure of Disorder         | Deran Sarafian | Brian McGreevy, Lee Shipman  | 19 kwietnia 2013 |          |
| 8  | 8  | Catabasis                   | David Straiton | Brian McGreevy, Lee Shipman  | 19 kwietnia 2013 |          |
| 9  | 9  | What Peter Can Live Without | David Straiton | Rafe Judkins, Lauren LeFranc | 19 kwietnia 2013 |          |
| 10 | 10 | What God Wants              | TJ Scott       | Daniel Paige                 | 19 kwietnia 2013 |          |
| 11 | 11 | The Price                   | TJ Scott       | Mark Verheiden               | 19 kwietnia 2013 |          |
| 12 | 12 | Children of the Night       | Deran Sarafian | Brian McGreevy, Lee Shipman  | 19 kwietnia 2013 |          |
| 13 | 13 | Birth                       | Deran Sarafian | Brian McGreevy & Lee Shipman | 19 kwietnia 2013 |          |

## Sezon 2 (2014)
20 czerwca 2013 roku, platforma Netflix zamówiła 2 sezon
| Nr | #  | Tytuł                                      | Reżyseria         | Scenariusz         | Premiera Netflix | Premiera |
| -- | -- | ------------------------------------------ | ----------------- | ------------------ | ---------------- | -------- |
| 14 | 1  | Blood Pressure                             | Spencer Susser    | Evan Dunsky        | 11 lipca 2014    |          |
| 15 | 2  | Gone Sis                                   | Vincenzo Natali   | Jennifer Haley     | 11 lipca 2014    |          |
| 16 | 3  | Luna Rea                                   | Peter Cornwell    | Peter Blake        | 11 lipca 2014    |          |
| 17 | 4  | Bodily Fluids                              | Floria Sigismondi | David Paul Francis | 11 lipca 2014    |          |
| 18 | 5  | Hemlock Diego's Policy Player's Dream Book | Sanaa Hamri       | Charles H. Eglee   | 11 lipca 2014    |          |
| 19 | 6  | Such Dire Stuff                            | Peter Cornwell    | Evan Dunsky        | 11 lipca 2014    |          |
| 20 | 7  | Lost Generation                            | David Straiton    | Jennifer Haley     | 11 lipca 2014    |          |
| 21 | 8  | Unicorn                                    | David Petrarca    | Peter Blake        | 11 lipca 2014    |          |
| 22 | 9  | Tintypes                                   | Billy Gierhart    | David Paul Francis | 11 lipca 2014    |          |
| 23 | 10 | Demons and the Dogstar                     | David Straiton    | Charles H. Eglee   | 11 lipca 2014    |          |

## Sezon 3 (2015)
3 września 2014 roku, platforma Netflix zamówiła 3 sezon serialu, który będzie finałowym